# Cayo Livio Druso
Cayo o Gayo Livio Druso  fue un magistrado romano, cónsul en el año 147 a. C. con Publio Cornelio Escipión Emiliano.
De su padre nada se conoce, pero se puede inferir con mucha probabilidad que Marco Livio Druso Emiliano pertenecía a la gens Emilia y que fue adoptado por algún Marco Livio Druso desconocido. Es posible también que este, el abuelo, tuviera de dos esposas diferentes dos hijos llamados igual y que uno de ellos fuera hijo de una Emilia, por lo que añadió a su nombre el cognomen «Aemilianus» para distiguirse de su hermano.
Se le identifica en ocasiones con el jurista romano Cayo Livio Druso. Este es mencionado por Cicerón como una persona ya muerta en el tiempo de este último y que continuó dando asesoramiento hasta avanzada edad a las multitudes que solían ir en tropel por la casa con el propósito de consultarle a pesar de que ya estaba ciego, pero otros autores identifican a este personaje con su hijo Cayo Livio Emiliano Druso el Joven.
Prisciano le atribuye la frase:

Impubes libripens esse non potest, neque antestari.